# Twist the Truth
Twist the Truth är det fjärde studioalbumet av den norska sångerskan Lene Marlin, utgivet den 30 mars 2009 på Virgin Records. Det producerades av Even Johansen.

## Låtlista
Alla låtar skrivna av Lene Marlin.
1. "Everything's Good" – 3:43
2. "Come Home" – 3:59
3. "Here We Are" – 3:26
4. "Story of a Life" – 3:01
5. "You Could Have" – 3:48
6. "I'll Follow" – 4:07
7. "Learned from Mistakes" – 5:46
8. "Have I Ever Told You" – 4:04
9. "Do You Remember" – 3:26
10. "You Will Cry No More" – 2:43